# Basilique de l’Immaculée Conception

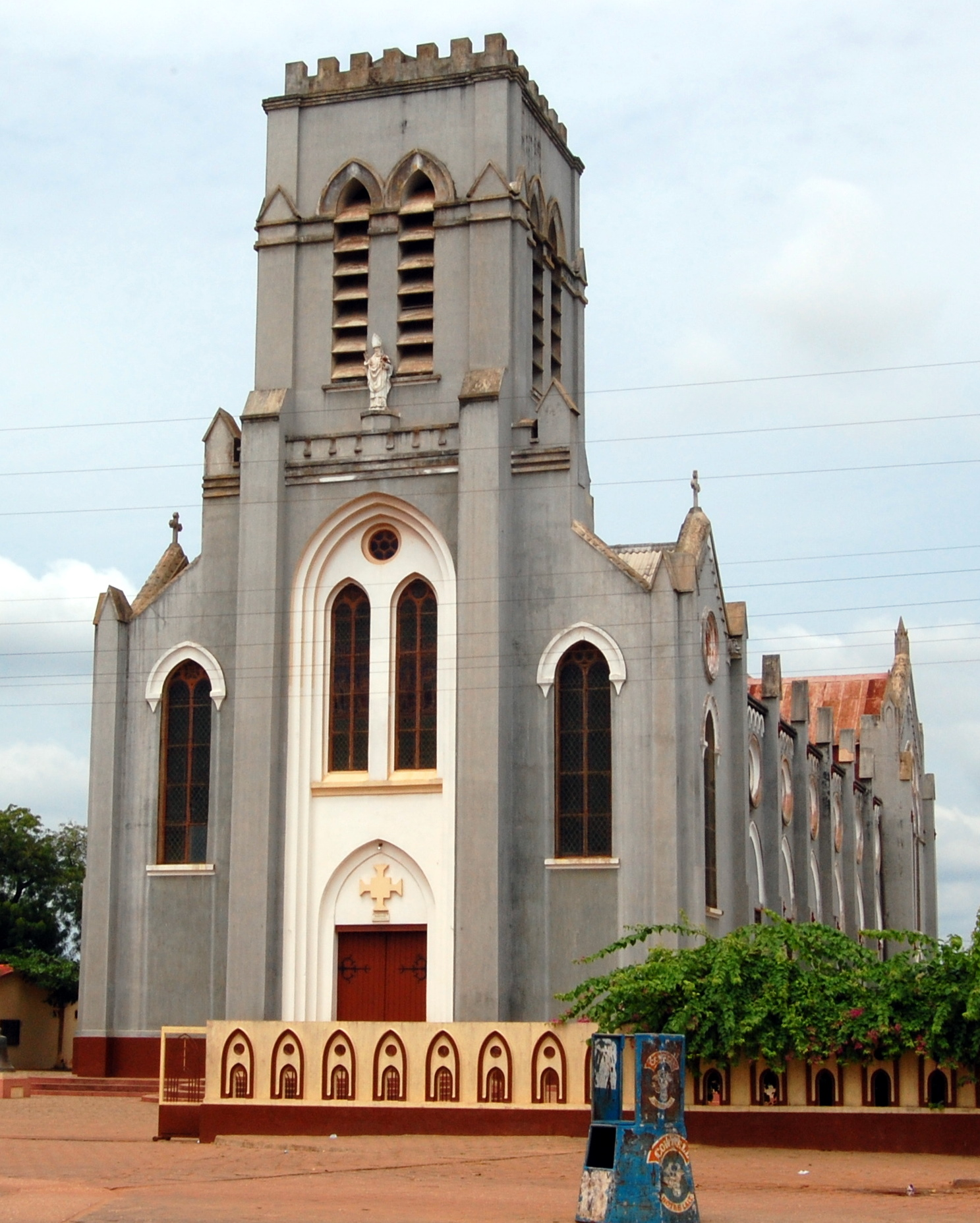
Basilika der Unbefleckten Empfängnis

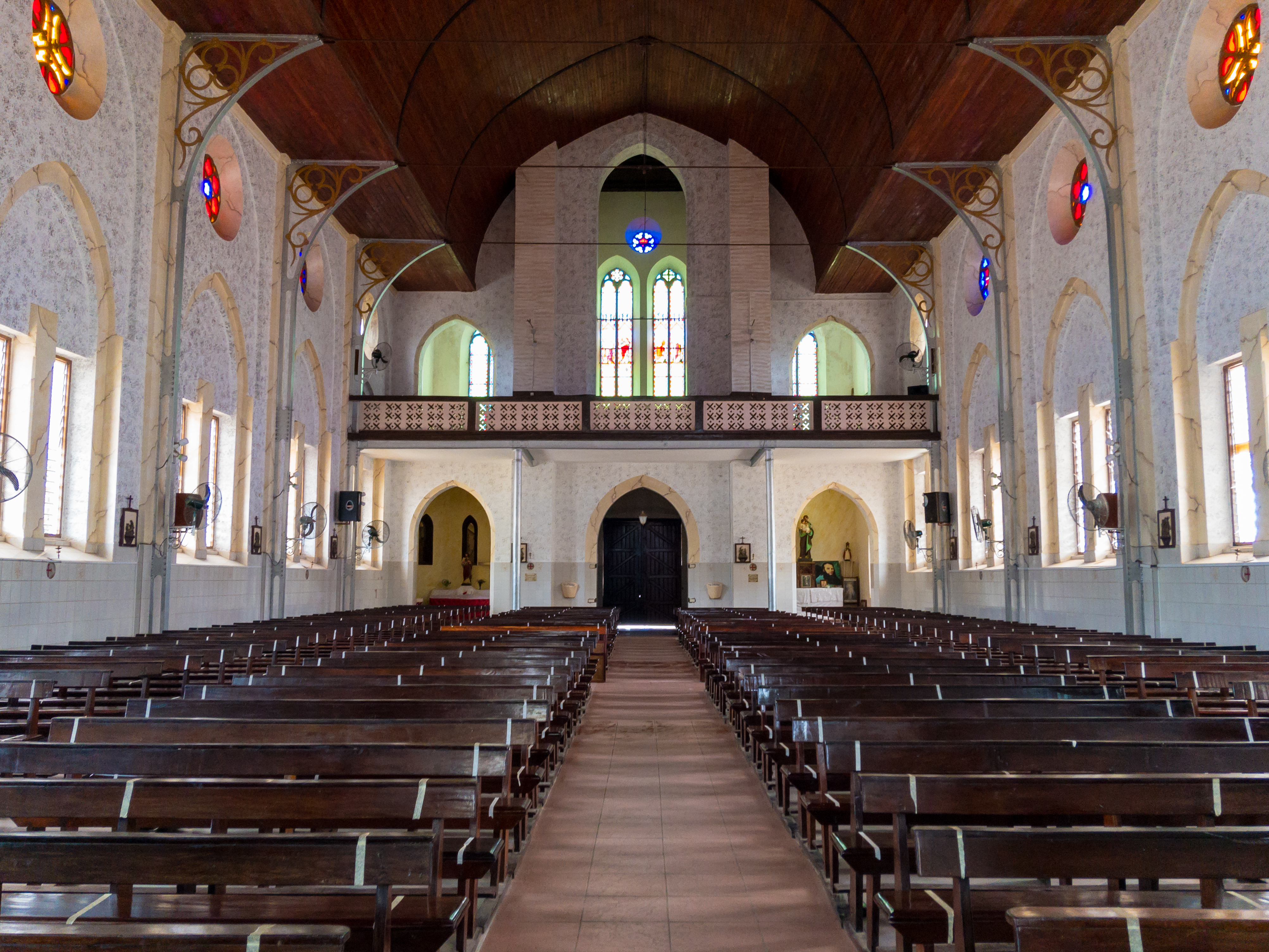
Innenraum der Basilika

Die Basilique de l’Immaculée Conception (deutsch Basilika der Unbefleckten Empfängnis) ist eine römisch-katholische Kirche in der Stadt Ouidah im Süden der Republik Benin. Die Basilica minor mit dem Patrozinium der Unbefleckten Empfängnis gehört zum Erzbistum Cotonou.

## Geschichte
Im Jahre 1884 wurde in Dahomey eine apostolischen Präfektur errichtet. In Ouidah, der größten Siedlung von Dahomey, führten die Bemühungen der Missionare zu einer Christianisierung: 1898 wurde die Zahl der katholischen Gläubigen auf rund 2.500 geschätzt. Unter François Steinmetz, dem damaligen Leiter der Mission, wurde im Jahre 1898 eine erste Kirche geplant.
Nach Schaffung des Apostolischen Vikariats Dahomey 1901 erhielt die Mission symbolträchtiges Land von der französischen Kolonialverwaltung abgetreten. Im Herzen des Agori-Viertels am Sitz des Vertreters der Dahomey-Könige waren einige Jahrzehnte zuvor viele Christen eingesperrt gewesen. Beim Ausheben der Fundamente wurden die menschlichen Überreste am Boden eines tiefen Brunnens in fast sieben Metern gefunden worden. An dieser Stelle steht der heutige Hochaltar.
Die Grundsteinlegung der Kathedrale erfolgte am 30. August 1903. Am 9. Mai 1909 wurde die Kathedrale mit einer großen Feier geweiht, die von fast 4000 Menschen, Christen und Vodounsi, mit mehreren Prälaten der Region begleitet wurde. Ursprünglich war das Patronat des Heiligen Herzen Jesu geplant, die Kathedrale wurde dann aber der Unbefleckten Empfängnis geweiht, der Marienkult kam 1648 mit den Portugiesen, woran eine Marmorplatte in der Basilika erinnert.
Der Sitz des Apostolischen Vikariats wurde im Jahre 1954 von Ouidah nach Porto-Novo verlegt, worauf die Errichtung der Diözese Porto-Novo im nächsten Jahr folgte. Am 9. November 1989 wurde die vormalige Kathedrale von Papst Johannes Paul II. in den Rang einer Basilica minor erhoben. Die Basilika wurde von Papst Benedikt XVI. während seines apostolischen Besuchs in Benin im November 2011 besucht.

## Architektur
Die Architektur der Basilika ist vom neugotischen Stil geprägt. Der einschiffige Bau besitzt eine Länge von 58 Meter bei 14 Metern Breite und ist in fünf Joche aufgeteilt, die durch hohe Glasfenster beleuchtet werden, über denen sich noch Oculi befinden.
Der Innenraum folgt der traditionellen Gestaltung mittelalterlichen Kirchen mit einem schmalen Querschiff und einer rechteckigen Apsis. Die Mauer hinter dem Hauptaltar beherbergt ein monumentales Kreuz und eine Statue Unserer Lieben Frau von Ouidah. Das von einer metallischen Struktur gestützte verkleidete Dach steigt auf knapp 17 Meter an. Der Glockenturm steht mittig über dem Haupteingang und bleibt mit einer flachen Kappe unvollendet.